# Bankier
En bankier (udtale: [baŋki’e]?) er en person, der på egen hånd driver bankvirksomhed. Ordet kommer fra fransk banquier. En bankier vil typisk eje et bankierfirma. Begrebet anvendtes hovedsagelig tidligere; moderne bankvæsen voksede frem som følge af, at privatpersoner og familier begyndte at drive bankvirksomhed, eksempelvis familien Medici i renæssancens Italien.
I dag er egentlig bankvirksomhed i mange lande, bl.a. Danmark, forbeholdt aktieselskaber. I Tyskland og Schweiz bruges begrebet bankier dog stadig og har en særlig juridisk status. I 2019 talte den tyske banksammenslutning således 22 "Privatbankiers".